# NGC 1233
NGC 1233 je galaksija u zviježđu Perzej.

## Vanjske poveznice
- SEDS: NGC 1233